# Felipe Martínez Amador
Felipe Martínez Amador (Bogotá, 12 de diciembre de 1975) es un director, productor guionista y docente de cine y televisión.

## Biografía
Nacido en Bogotá, hijo de padre español, Rafael Martínez y de madre colombiana, Isabel Amador.
Estudió arquitectura en la Universidad Javeriana. Tras graduarse viaja a Madrid y cursa la carrera de dirección de cine en la Escuela Superior de Artes y Espectáculos T.A.I. , ciudad en donde ejerce de arquitecto. Durante su estancia en la capital española realiza el cortometraje Ticket, al que le siguió el también corto Club, un trabajo rodado en 16mm por el que recibió el premio del jurado del IV encuentro de Realizadores Jóvenes Sin Formato, que se realizó en Bogotá el 2001.
Realizó Siguiente por favor, un cortometraje de 3 minutos realizado en vídeo que fue emitido por el programa de televisión Entrada Libre, del canal Localia.
Después de este trabajo, se desempeñó como script en “Los últimos días de la sala Maltés” de David Raventós, como asistente de dirección en el corto Carla de Amaya Sumpsi, y dirigió Low-Batt, cinta que posteriormente ganaría en las categorías de Mejor Cortometraje y Mejor Actor en los Premios Invitro Visual 2004 en Bogotá.
Una vez regresa a Colombia, se vinculó a la productora colombiana Teleset como libretista de los Reality Show Expedición Robinson Ecuador, ¿Ya vamos a llegar? y el programa de concurso Pasapalabra, pocos meses después trabajaba como asistente de dirección y editor en Laberinto Producciones, empresa donde afianzó sus conocimientos y con el tiempo se convirtió en director de comerciales para esta productora.
De su trabajo en Laberinto, dan fe varios comerciales y su ópera prima “Bluff” protagonizada por Federico Lorusso, Victor Mallarino, Carolina Gómez y Catalina Aristizabal.
Este largometraje que se rodó en los meses de enero y febrero de 2006 en video de alta definición y fue ganador de la Convocatoria del Fondo para el Desarrollo Cinematográfico 2005 en las modalidades de producción y posproducción. Fue estrenada, con gran éxito en taquilla en su primer fin de semana, en 2007 siendo la película colombiana más taquillera de ese año.
Luego de Laberinto, se vinculó con Fox Telecolombia, donde ha dirigido series de cable para el mercado latino como; Tiempo Final, Cumbia Ninja, Kdabra, Lynch, 2091 entre otras.
Con Dynamo Producciones dirigió dos capítulos de la serie española Karabudján y su segundo largometraje, la coproducción colombo-argentina “Malcriados” (2016), adaptación de la exitosa película mexicana Nosotros los Nobles protagonizada otra vez por el actor Victor Mallarino y por los actores Julieth Restrepo, Juan Fernando Sánchez y José Restrepo.
En el 2012 funda junto al actor y director peruano Salvador del Solar, la productora Proyectil con la que produce “Magallanes", ópera prima de del Solar y posteriormente la película “Doble” película ganadora del Estímulo Integral del Fondo para el Desarrollo Cinematográfico de Colombia (FDC) la cual fue rodada en el 2016 entre Nueva York y Bogotá y posteriormente la cinta de terror “Fortuna Lake” en el 2017. Estos dos largometrajes fueron escritos, dirigidos y producidos por Martínez.

## Filmografía

### Director
| Año  | Título                            | Producido por     | Cadena                   | Nota                  |
| ---- | --------------------------------- | ----------------- | ------------------------ | --------------------- |
| 2019 | Historia de un crimen: Colmenares | Dynamo            | Netflix                  | 3 episodios           |
| 2016 | 2091                              | Fox Telecolombia  | Fox Channel              | 7 episodios           |
| 2015 | Cumbia Ninja (3ª temporada)       | Fox Telecolombia  | Fox Channel              | episodio 1-6, 16      |
| 2014 | Familia en venta·                 | Fox Telecolombia  | MundoFox                 | episodio 4-7          |
| 2014 | Cumbia Ninja (2ª temporada)       | Fox Telecolombia  | Fox Channel              | episodio 1-6, 12-16   |
| 2014 | Palabra de ladrón                 | Fox Telecolombia  | MundoFox                 | 13 episodios          |
| 2013 | El Mexicano                       | Fox Telecolombia  |                          | documental            |
| 2013 | Cumbia Ninja                      | Fox Telecolombia  | Fox Channel              | episodio 1-5, 9-13    |
| 2012 | Lynch (2ª temporada)              | Fox Telecolombia  | Moviecity                | episodio 7-9          |
| 2012 | Lynch                             | Fox Telecolombia  | Moviecity                | episodio 5, 7, 10, 11 |
| 2011 | Kdabra (3ª temporada)             | Fox Telecolombia  | Moviecity / Fox Premium  | episodio 1-4, 7-10    |
| 2011 | Mentes en shock                   | Fox Telecolombia  | Fox España / Fox Channel | episodio 2, 6, 7      |
| 2010 | Kdabra (2ª temporada)             | Fox Telecolombia  | Moviecity / Fox Premium  | episodio 1-3, 7-10    |
| 2010 | Karabudján                        | Dynamo            | Antena 3                 | episodio 3-4          |
| 2009 | Kdabra                            | Fox Telecolombia  | Moviecity / Fox Premium  |                       |
| 2009 | Tiempo final (3ª temporada)       | Fox Telecolombia  | FX                       |                       |
| 2008 | Sin tetas no hay paraíso          | Grundy Televisión | Telecinco                | 26 episodios          |
| 2008 | Tiempo final (2ª temporada)       | Fox Telecolombia  | Fox Channel              | 5 episodios           |
| 2008 | El gran robo (Telefilm)           | Fox Telecolombia  | RCN Televisión           |                       |
| 2008 | Sin retorno                       | Fox Telecolombia  | RCN Televisión           | 9 episodios           |
| 2007 | Tiempo final                      | Fox Telecolombia  | Fox Channel              | 10 episodios          |

## Cine

### Director y guionista
| Año  | Título                             | Nota                   |
| ---- | ---------------------------------- | ---------------------- |
| 2020 | Loco por vos                       |                        |
| 2017 | Fortuna Lake                       |                        |
| 2016 | Doble                              |                        |
| 2016 | Malcriados                         |                        |
| 2007 | Una anomalía perfecta              |                        |
| 2007 | Bluff                              | Laberinto Producciones |
| 2002 | Lowbatt (cortometraje)             | Cine TAI               |
| 2002 | Siguiente Por Favor (cortometraje) | Cine TAI               |
| 2001 | Club (cortometraje)                | Cine TAI               |

### Productor
| Año  | Título                                       | Nota |
| ---- | -------------------------------------------- | ---- |
| 2017 | Fortuna Lake (Largometraje en posproducción) |      |
| 2016 | Doble (Largometraje en posproducción)        |      |
| 2015 | Magallanes                                   |      |

## Transmedia

### Productor general, creador y guionista
| Año  | Título               | Producido Por |
| ---- | -------------------- | ------------- |
| 2014 | Yo Te Llevo a Brasil | Proyectil     |

### Director, creador, guionista y productor general
| Año  | Título | Producido por: |
| ---- | ------ | -------------- |
| 2013 | Talión | Proyectil      |

## Comerciales
| Año       | Título                 | Rol                             |
| --------- | ---------------------- | ------------------------------- |
| 2012      | Akira Cine             | Director                        |
| 2010-2011 | Chiquita Films         | Director                        |
| 2007-2008 | Colombo Films          | Director                        |
| 2005-2006 | Laberinto Producciones | Director y Editor               |
| 2004-2006 | Laberinto Producciones | Asistente de Dirección y Editor |

## Premios
| Año  | Categoría                                                     | Película o Serie         |
| ---- | ------------------------------------------------------------- | ------------------------ |
| 2006 | FDC a producción                                              | Bluff                    |
| 2007 | Premio del público · Festival de cine de Miami                | Bluff                    |
| 2007 | Premio del público · Festival Latino de Toronto               | Bluff                    |
| 2008 | Ganador del premio TP de Oro * Mejor Serie Nacional           | Sin tetas no hay paraíso |
| 2008 | Ganador del premio India Catalina * Mejor Serie de Televisión | Tiempo final             |
| 2008 | Premio FDC a desarrollo de guion                              | Doble                    |
| 2015 | Estímulo integral FDC                                         | Doble                    |

## Películas destacadas
Su ópera prima Bluff sin duda fue su película para dar a conocer su trabajo, con un gran elenco y reconocida a nivel internacional.

## Empresas
Felipe Martínez Amador es cofundador de dos productoras con las que trabaja en proyectos colectivos e individuales. Proyectil, fundada en conjunto con Salvador del Solar, tiene en su portafolio largometrajes y series como Doble, Talión, Yo Te Llevo a Brasil y Magallanes. Cero44, su productora personal, registra los proyectos individuales del director entre los que figuran Cumbia Ninja, Kdabra, Tiempo Final y 2091. (Martinez Amador, 2016).